# Griggsia cyathea
Griggsia cyathea — вид грибів, що належить до монотипового роду Griggsia.